# Бюллетень оппозиции
«Бюллетень оппозиции (большевиков-ленинцев)» — печатный орган русской секции Четвертого Интернационала, выходивший с 1929 по 1941 год под общей редакцией Л. Д. Троцкого.
Издавался с июля 1929 года. В Бюллетене печатались материалы, анализирующие положение в большевистской партии, причины поражения Левой оппозиции, давалась оценка событий, происходящих в Советском Союзе, в том числе репрессиям против оппозиционеров. Журнал печатался сначала в Париже, затем — в Берлине, с приходом к власти в Германии нацистов в 1933 году — снова в Париже, а потом в связи с началом Второй мировой войны издание было перенесено в Нью-Йорк. Последние четыре номера были изданы уже после убийства Л. Троцкого..
Авторами публикаций, кроме Троцкого и его сына Льва Седова, были И. К. Дашковский, Е. А. Преображенский, К. Б. Радек, Х. Г. Раковский, И. Т. Смилга, Л. С. Сосновский, А. Цилига, К. Цинцадзе и многие другие известные оппозиционеры. В журнале печаталось также значительное количество анонимных материалов — свидетельства из СССР, рассказы выезжавших за рубеж по служебным делам тайных сторонников оппозиции и письма от разбросанных по разным концам страны оппозиционеров, которые публиковались без указания авторства по соображениям безопасности.